# دار ابن عفان
دار ابن عفان للنشر والتوزيع، هي دار نشر عربية تأسست بمحافظة الجيزة مدينة القاهرة، سنة 1410 هـ الموافق لـ 1990 م. وهي دار نشر تُعنى بمجال نشر التراث العربي والإسلامي. واشتهرت الدار بطباعة كتب عبارة عن رسائل تخرج جامعية دينية مفيدة خلافاً عن كتب السلف الأخرى التي تصدر عنها وأيضاً بسبب عمل الشيخ أبو إسحاق الحويني كمحقق لكتابها «الأمراض والكفارات والطب والرقيات».